# اس-بان برایسگاو
اس-بان برایسگاو (انگلیسی: Breisgau S-Bahn) شبکه قطار حومه در ایالت بادن-وورتمبرگ، آلمان به مرکزیت شهر فرایبورگ است.
این راه‌آهن که در سال ۱۹۹۵ تأسیس شده دارای ۵۰٬۳ کیلومتر طول است.

## نگارخانه

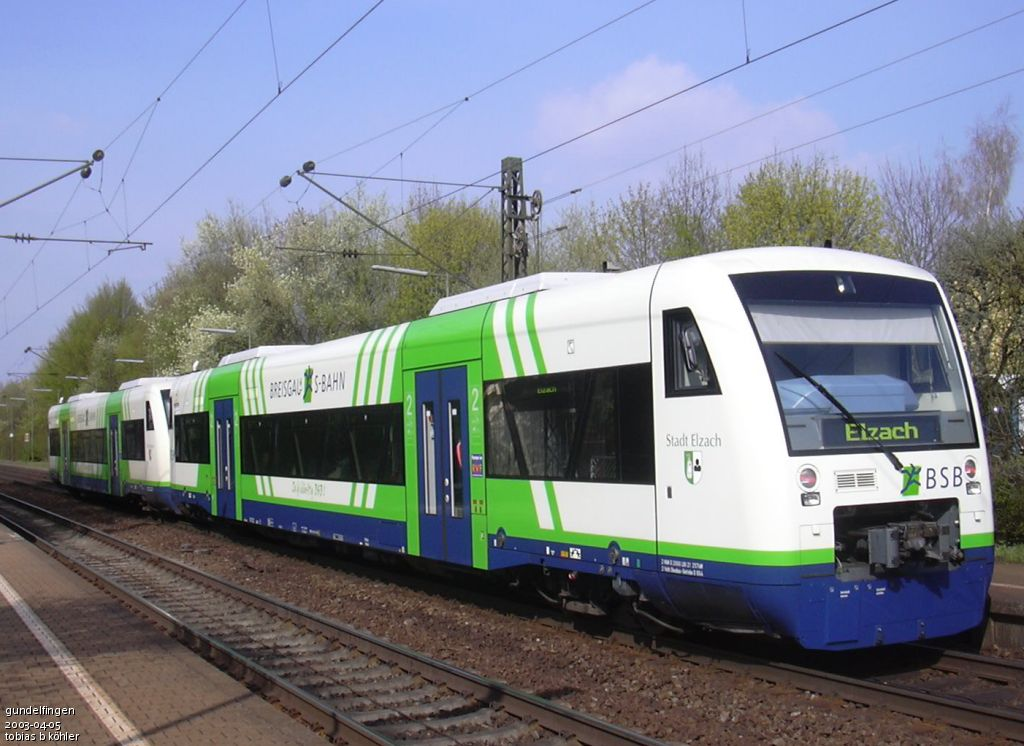
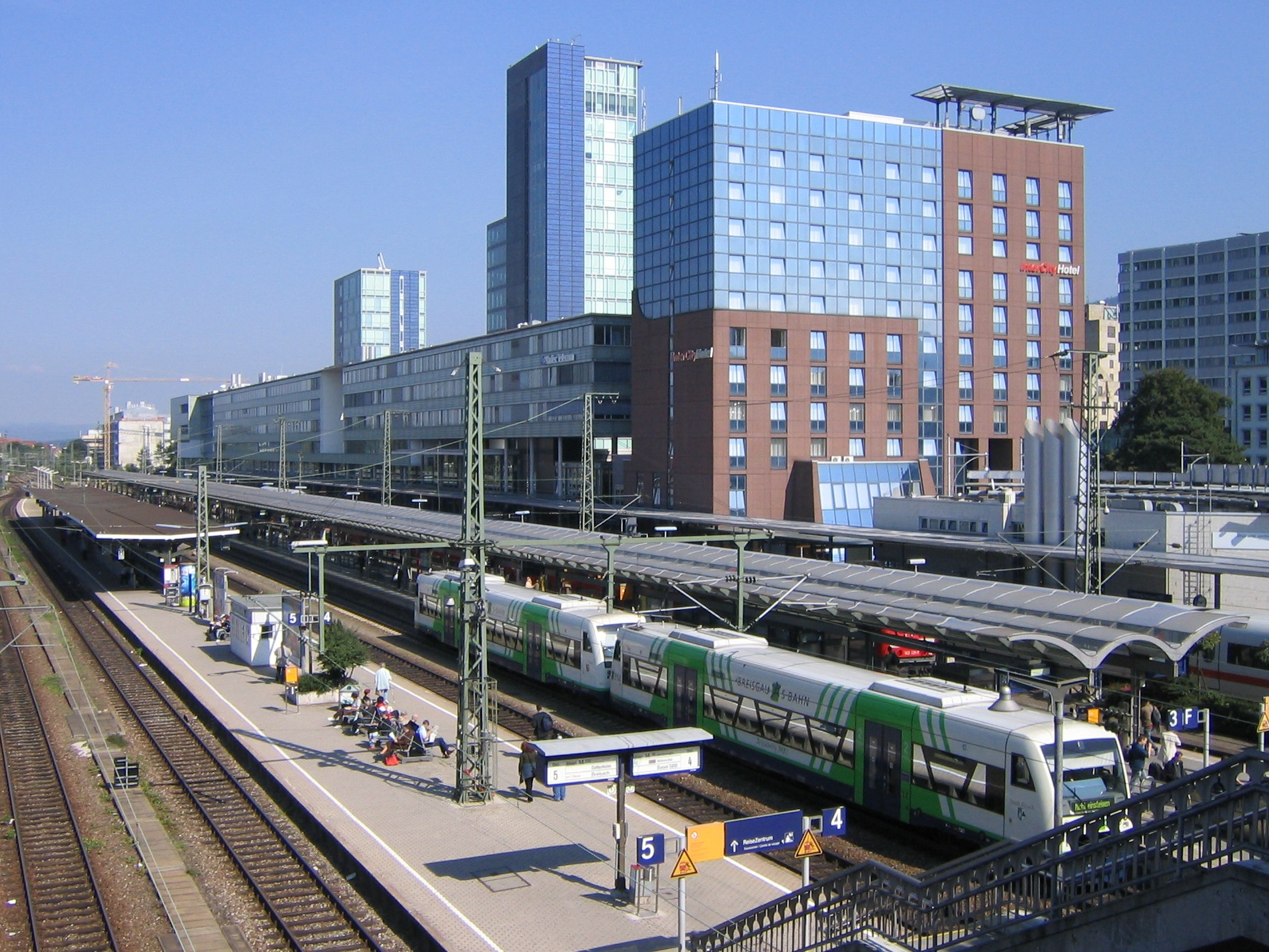